# Diego Tamayo
Diego Alejandro Tamayo Martinez (* 19. September 1983) ist ein ehemaliger kolumbianischer Radrennfahrer.
Diego Tamayo begann seine Karriere 2006 bei dem kolumbianischen Continental Team Atom. In seinem zweiten Jahr dort wurde er Etappenzweiter bei der Vuelta a Tenerife und belegte auch den zweiten Rang in der Gesamtwertung. Außerdem wurde er Zweiter auf dem dritten Teilstück der Semana Aragonesa. In der Saison 2008 gewann Tamayo die fünfte Etappe der Vuelta a Navarra und wurde Erster der Gesamtwertung. 2011 gewann er den Circuit de Wallonie. 2016 beendete er seine Radsportlaufbahn.

## Erfolge
2008
- Gesamtwertung und eine Etappe Vuelta a Navarra

2011
- Circuit de Wallonie

## Teams
- 2006 Atom
- 2007 Atom
- 2009 CarmioOro-A Style
- 2010 CarmioOro NGC
- 2011 WIT
- 2012 Team WIT (bis 30. April)